# Yupik

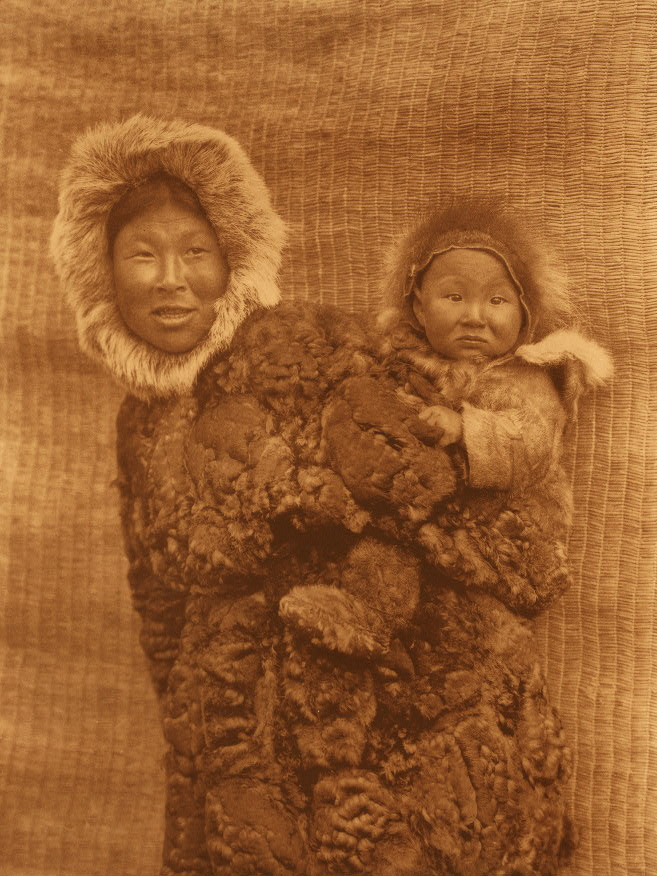
Yupik-Mutter mit Kind,
Fotografie von Edward S. Curtis

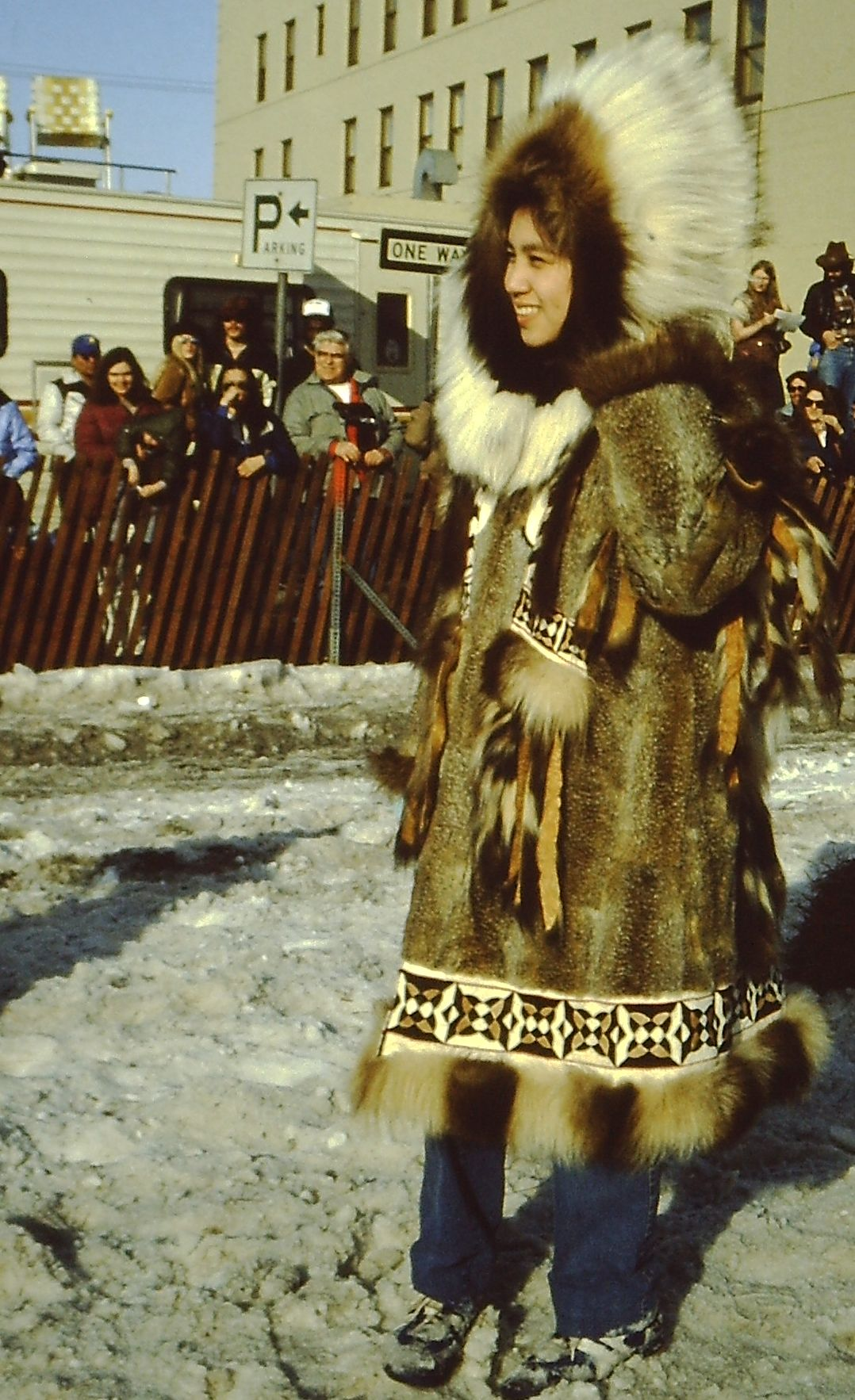
Yupikfrau auf dem Pelzmarkt von Fairbanks. Parka aus arktischem Zieselfell mit Fuchsfell, Dachsfell und Skunkfell (zwischen 1980 und 1983)

Yupik bezeichnet mehrere Gruppen der Eskimo und deren Sprachen (englisch auch Western Eskimo), die auf der russischen Tschuktschen-Halbinsel, Südwestalaska und einigen Inseln von etwa 16.000 Menschen gesprochen werden.

## Überblick
Die Central Alaskan Yup’ik leben im Yukon-Kuskokwim-Delta, am Kuskokwim River und an der Küste der Bristol Bay, die Pacific Yupik (Alutiiq oder auch Sugpiaq) auf der Alaska-Halbinsel und an der Küste sowie auf Inseln im südlichen Zentralalaska. Die Sibirischen Yupik und Naukan leben im östlichen Russland und auf der zu Alaska gehörenden Sankt-Lorenz-Insel.
In der Regel wird Yupik in kleinen Siedlungen oder bei den Nomaden gesprochen, in den großen Siedlungen bildet das Russische die Verkehrssprache. Bemerkenswert ist in Sibirien die Pflege der Sprache in bestimmten Grundschulen.
Auf der amerikanischen Seite dominiert in den Siedlungen die englische Sprache. Deren Bevölkerung sind in vielen Gemeinden zur Hälfte Weiße sowie je ein Viertel Indianer und Eskimos.
Yupik wurde erstmals während der Missionierung dieser Gruppen, in Sibirien durch Innokenti Weniaminow, in Alaska durch Reverend John Henry Kilbuck im Verlauf des 19. Jahrhunderts schriftlich festgehalten. Um 1900 entwickelte ein Analphabet der Yupik mit einem gewissen Zugang zur Schreibung der englischen Sprache, die gelegentlich auch Yupik-Schrift genannte Alaska-Schrift, eine inzwischen ungebräuchliche Silbenschrift.
Soja Nenljumkina ist  eine Yupik-Dichterin in der ostsibirischen Tschukotka.